# Mujeres patria
Mujeres patria será producida por Raymundo Pastor y dirigido por Dan Carrillo Levy, quienes cuentan con la colaboración de la historiadora Leonor Cortina. La cinta estará estrenándose aproximadamente en el mes de septiembre del 2010, haciendo alusión al bicentenario de la independencia de México y tendrá una distribución nacional e internacional.

## Sinopsis
Tratara del importante papel que desempeñaron las mujeres mexicanas en la guerra de independencia. Mujeres idealistas, con un espíritu inquebrantable de lucha, como doña Josefa Ortiz de Domínguez y Leona Vicario. Este largometraje, contara con la participación de reconocidas actrices, tales como Sandra Echeverría, Lilia Aragón, Adriana Barraza, María Inés Pintado, Ivonne Montero, Sophie Alexander, entre otras.

## Reparto
- Sandra Echeverría
- Lilia Aragón
- Adriana Barraza
- María Inés Pintado
- Ivonne Montero
- Sophie Alexander